# ليا فنسنت
ليا فنسنت (بالإنجليزية: Leah Vincent)‏ هي مؤرخة أمريكية، ولدت في 5 فبراير 1982.